# Dámaso Torres
Dámaso Torres Cruces (Humilladero, 11 dicembre 1945) è un ciclista su strada spagnolo, professionista dal 1971 al 1975. Suo fratello Pedro Torres fu anch'egli ciclista professionista.

## Palmarès
- 1967 (dilettanti)

GP Mossen Borràs
- 1969 (dilettanti)

1ª tappa Tour des Pyrénées
Classifica generale Tour des Pyrénées
Trofeo Gan Capitán General de Cataluña
2ª tappa Trofeo Sebastian Camprubí
- 1970 (dilettanti)

Campionati spagnoli, Prova in linea dilettanti
- 1973 (La Casera, una vittoria)

3ª tappa, 2ª semitappa Vuelta a Asturias

### Altri successi
- 1970 (dilettanti)

1ª tappa, 1ª semitappa Cinturón Internacional de Cataluña (Sant Feliu de Llobregat, cronosquadre)

## Piazzamenti

### Grandi Giri
- Tour de France

1973: 38º
1974: 62º
- Vuelta a España

1971: 48º

### Competizioni mondiali
- Campionati del mondo

Barcellona 1973 - In linea: 6º